# Francisco Carlos Soares
Francisco Carlos Gonçalves Soares ist ein Politiker aus Osttimor. Er ist Mitglied der FRETILIN.
Soares wurde bei den Wahlen 2001 auf Platz 42 der FRETILIN-Liste in die Verfassunggebende Versammlung gewählt, aus der mit der Entlassung in die Unabhängigkeit am 20. Mai 2002 das Nationalparlament Osttimors wurde. Hier löste Soares am 25. Juni 2002 António Tilman Cepeda als Sekretär des parlamentarischen Präsidiums ab. Bei den Parlamentswahlen in Osttimor 2007 trat Soares nicht mehr als Kandidat an.